# Lis Sørensen

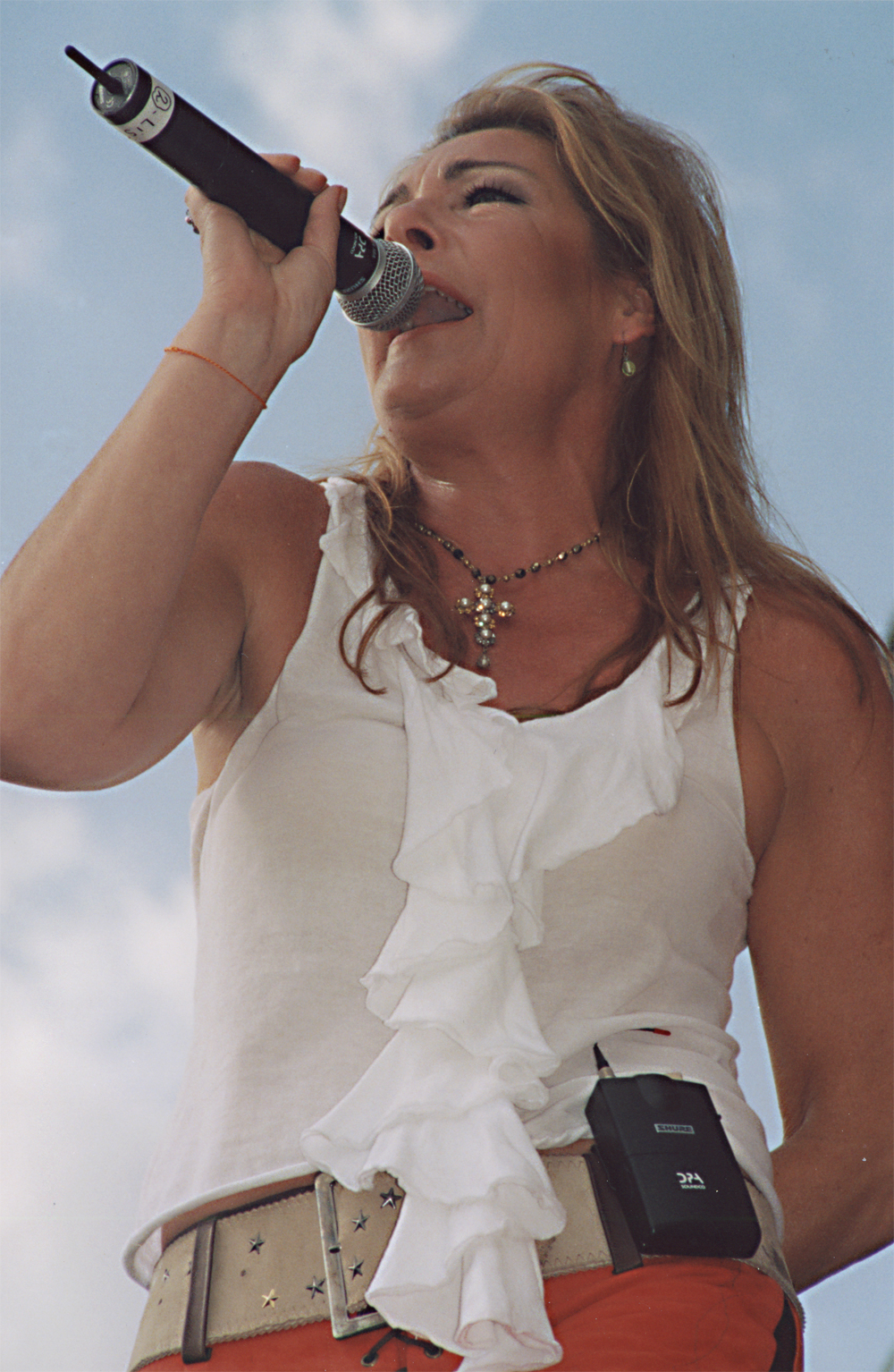
Lis-Soerensen (2006)

Lis Sørensen (* 28. Mai 1955 in Brabrand, heute Aarhus) ist eine dänische Sängerin, Songschreiberin und Komponistin.

## Leben und Wirken
In der Schule ermunterte Sørensens Musiklehrer Holger Laumann sie, sich der Gruppe De Fem anzuschließen und Kinderlieder zu singen. Mit 15 Jahren veröffentlichte sie den Song It's so easy. Sie studierte Musikpädagogik an der Aarhuser Musikhochschule, Det Jyske Musikkonservatorium. 1974 bildete sie mit Anne Linnet und anderen die Girlgroup Shit & Chanel. In fünf Jahren entstanden vier Alben.
1979 arbeitete sie mit Sebastian zusammen. 1983 entstand die Single Heaven Down to Earth. 1985 sang sie die Musical-Rolle der Sarai im Bellevue Theater von Kopenhagen. 1993 sang sie den dänischsprachigen Titel Brændt ein, der später in der Version Torn von Natalie Imbruglia weltweite Bekanntheit erlangte.
Lis Sørensen singt Rockballaden und lyrische Stücke; beeinflusst wurde sie auch vom Hip-Hop, dem Country und der lateinamerikanischen Musik.

## Diskografie

### Alben
| Jahr | Titel                  | Höchstplatzierung, Gesamtwochen, AuszeichnungChartsChartplatzierungen (Jahr, Titel, Platzierungen, Wochen, Auszeichnungen, Anmerkungen) | Anmerkungen                              |
| Jahr | Titel                  | DK | Anmerkungen                              |
| ---- | ---------------------- | --- | ---------------------------------------- |
| 1989 | Hjerternes Sang        | DK— GoldDK | Erstveröffentlichung: 19. April 1989     |
| 1991 | Vis Dit Ansigt         | — | Erstveröffentlichung: 19. September 1991 |
| 2000 | Rose                   | DK7 Platin · (8 Wo.)DK |                                          |
| 2003 | Nærvær og næsten       | DK39 (1 Wo.)DK |                                          |
| 2005 | Kun Os To              | — | Kompilation                              |
| 2005 | Con amor               | DK3 Gold · (11 Wo.)DK | Erstveröffentlichung: 5. September 2005  |
| 2007 | De allerstørste sange  | DK2 ×2Doppelplatin · (27 Wo.)DK | Kompilation                              |
| 2010 | For kærlighedens skyld | DK5 (11 Wo.)DK | Erstveröffentlichung: 11. Oktober 2010   |
| 2013 | På sådan en morgen     | DK3 Platin · (33 Wo.)DK |                                          |
| 2017 | Bedre tider            | DK3 (5 Wo.)DK | Erstveröffentlichung: 3. März 2017       |
| 2018 | Himmelen Ned På Jorden | — | Erstveröffentlichung: 26. Oktober 2018   |

grau schraffiert: keine Chartdaten aus diesem Jahr verfügbar

### Singles
| Jahr | Titel Album                          | Höchstplatzierung, Gesamtwochen, AuszeichnungChartsChartplatzierungen (Jahr, Titel, Album, Platzierungen, Wochen, Auszeichnungen, Anmerkungen) | Anmerkungen              |
| Jahr | Titel Album                          | DK | Anmerkungen              |
| ---- | ------------------------------------ | --- | ------------------------ |
| 1991 | Verden er i farver Vis Dit Ansigt    | DK14 Gold · (2 Wo.)DK | Charteinstieg: 2008      |
| 2009 | Lad ikke solen gå ned Befri dig selv | DK15 (2 Wo.)DK | Basim feat. Lis Sørensen |

grau schraffiert: keine Chartdaten aus diesem Jahr verfügbar
Weitere Singles
- 1983: Tæt På Ækvator (DK: Gold)
- 1989: Mine øjne de skal se (DK: Platin)
- 1996: Fuld af nattens stjerner (DK: Gold)

## Auszeichnungen für Musikverkäufe
| Goldene Schallplatte - Deutschland - 1998: für die Autorenbeteiligung Torn - Frankreich - 1997: für die Autorenbeteiligung Torn - Niederlande - 1998: für die Autorenbeteiligung Torn - Norwegen - 1998: für die Autorenbeteiligung Torn - Schweiz - 1998: für die Autorenbeteiligung Torn Platin-Schallplatte - Australien - 1998: für die Autorenbeteiligung Torn - Belgien - 1998: für die Autorenbeteiligung Torn - Dänemark - 2024: für die Autorenbeteiligung Torn - Italien - 2023: für die Autorenbeteiligung Torn - Schweden - 1998: für die Autorenbeteiligung Torn | 2× Platin-Schallplatte - Spanien - 2025: für die Autorenbeteiligung Torn 3× Platin-Schallplatte - Neuseeland - 2025: für die Autorenbeteiligung Torn 4× Platin-Schallplatte - Vereinigtes Königreich - 2024: für die Autorenbeteiligung Torn |

Anmerkung: Auszeichnungen in Ländern aus den Charttabellen bzw. Chartboxen sind in ebendiesen zu finden.
| Land/RegionAuszeichnungen für Musikverkäufe (Land/Region, Auszeichnungen, Verkäufe, Quellen) | Gold       | Platin       | Verkäufe  | Quellen                                                |
| -------------------------------------------------------------------------------------------- | ---------- | ------------ | --------- | ------------------------------------------------------ |
| Australien (ARIA)                                                                            | —          | Platin1      | 70.000    | aria.com.au                                            |
| Belgien (BRMA)                                                                               | —          | Platin1      | 50.000    | ultratop.be                                            |
| Dänemark (IFPI)                                                                              | 5× Gold5   | 6× Platin6   | 475.000   | ifpi.dk                                                |
| Deutschland (BVMI)                                                                           | Gold1      | —            | 250.000   | musikindustrie.de                                      |
| Frankreich (SNEP)                                                                            | Gold1      | —            | 250.000   | snepmusique.com                                        |
| Italien (FIMI)                                                                               | —          | Platin1      | 100.000   | fimi.it                                                |
| Neuseeland (RMNZ)                                                                            | —          | 3× Platin3   | 90.000    | aotearoamusiccharts.co.nz NZ2                          |
| Niederlande (NVPI)                                                                           | Gold1      | —            | 50.000    | nvpi.nl                                                |
| Norwegen (IFPI)                                                                              | Gold1      | —            | 10.000    | ifpi.no                                                |
| Schweden (IFPI)                                                                              | —          | Platin1      | 30.000    | ifpi.se (Memento vom 21. Mai 2012 im Internet Archive) |
| Schweiz (IFPI)                                                                               | Gold1      | —            | 25.000    | hitparade.ch                                           |
| Spanien (Promusicae)                                                                         | —          | 2× Platin2   | 120.000   | elportaldemusica.es                                    |
| Vereinigtes Königreich (BPI)                                                                 | —          | 4× Platin4   | 2.400.000 | bpi.co.uk                                              |
| Insgesamt                                                                                    | 10× Gold10 | 19× Platin19 |           |                                                        |